# دانشگاه آلمانی لبنان
دانشگاه آلمانی لبنان (به عربی: الجامعة اللبنانیة الألمانیة) یک دانشگاه خصوصی در لبنان است که در بیروت واقع شده‌است.